# Abzac, Charente

Abzac este o comună în departamentul Charente, Franța. În 1 ianuarie 2022 avea o populație de 513 de locuitori.